# Rifugio Franco Tonolini
Das Rifugio Franco Tonolini (oft auch nur Rifugio Tonolini) ist eine alpine Schutzhütte in der italienischen Region Lombardei in der Adamellogruppe. Es liegt auf einer Höhe von 2467 m s.l.m. und gehört der CAI-Sektion Brescia. Die Hütte wird von Mitte Juni bis Ende September bewirtschaftet und bietet 36 Bergsteigern Schlafplätze. Der Winterraum mit 10 Schlafplätzen befindet sich in einem benachbarten eigenständigen Gebäude.

## Lage
Die Schutzhütte liegt an der Westseite des Adamellomassivs östlich des Valcamonica. Von letzterem zweigt bei Rino, einer Fraktion der Gemeinde Sonico, das Val Malga in südöstlicher Richtung ab, an dessen nordöstlichen Ende das Rifugio am Rand einer Mulde, der Conca del Baitone, in unmittelbarer Nähe des Lago Rotondo liegt. Nördlich der Hütte erhebt sich der Corno Baitone (3300 m s.l.m.). Neben dem Lago Rotondo befinden sich noch eine Reihe von weiteren Bergseen in der Umgebung.
Das Rifugio Franco Tonolini liegt am Adamello-Höhenweg Nr. 1.

## Geschichte
Die Hütte wurde im August 1891 nach viermonatiger Bauzeit eingeweiht, damals noch unter dem Namen „Capanna Baitone al Lago Rotondo“. Bei der Errichtung, der von der CAI Sektion Brescia finanzierten Hütte, halfen auch Alpini-Truppen mit, die mit ihren Mulis das Baumaterial zur Baustelle transportierten. Im Jahr 1901 wurde das einstöckige erstmals Gebäude erweitert, so dass 18 Personen dort Platz fanden. Nach Ende des Ersten Weltkrieges wurde sie auf den während der 3. Piaveschlacht gefallenen und mit der Goldenen Tapferkeitsmedaille ausgezeichneten Alpini Hauptmann Franco Tonolini aus Brescia umbenannt. 1944 wurde das Rifugio in Brand gesteckt und zerstört. 1949 wurde es wieder aufgebaut, 1991 erweitert und 2012 restauriert.

## Zugänge
- Von Ponte del Guat, 1528 m im Val Malga ⊙ auf Weg 13 in 2 Stunden 30 Minuten

## Nachbarhütten und Übergänge
- Zum Rifugio Baitone, 2218 m ⊙ in 30 Minuten
- Zum Rifugio Serafino Gnutti, 2166 m ⊙ in 1 Stunde 15 Minuten
- Zum Rifugio Garibaldi, 2553 m ⊙ in 5 Stunden